# Сухая Долина (Львовская область)
Сухая Долина (укр. Суха Долина) — село в Тростянецкой сельской общине Стрыйского района Львовской области Украины.
Население по переписи 2001 года составляло 190 человек. Занимает площадь 0,74 км². Почтовый индекс — 81612. Телефонный код — 3241.